# Municipio de Crook (Arkansas)
El municipio de Crook (en inglés: Crook Township) es un municipio ubicado en el condado de Drew en el estado estadounidense de Arkansas. En el año 2010 tenía una población de 305 habitantes y una densidad poblacional de 1,82 personas por km².

## Geografía
El municipio de Crook se encuentra ubicado en las coordenadas 33°28′21″N 91°56′31″O / 33.47250, -91.94194. Según la Oficina del Censo de los Estados Unidos, el municipio tiene una superficie total de 167.18 km², de la cual 166.36 km² corresponden a tierra firme y (0.49%) 0.82 km² es agua.

## Demografía
Según el censo de 2010, había 305 personas residiendo en el municipio de Crook. La densidad de población era de 1,82 hab./km². De los 305 habitantes, el municipio de Crook estaba compuesto por el 81.64% blancos, el 14.1% eran afroamericanos, el 0.33% eran amerindios, el 0.66% eran asiáticos, el 0.33% eran isleños del Pacífico, el 2.62% eran de otras razas y el 0.33% pertenecían a dos o más razas. Del total de la población el 1.97% eran hispanos o latinos de cualquier raza.